# Três Lagoas Sport Club
O Três Lagoas Sport Club é um clube de futebol sediado em Três Lagoas, no estado de Mato Grosso do Sul. Foi fundado em 15 de dezembro de 2019 e disputou a segunda divisão estadual em 2020, quando obteve o vice-campeonato. Em 2021, estreou na primeira divisão estadual e foi rebaixado com uma rodada de antecedência.